# Inglewood, Kalifornija
Inglewood je grad u američkoj saveznoj državi Kaliforniji. Upravno pripada okrugu Los Angeles.

## Povijest
U 19.stoljeću je područje doline u kojem je smješten grad bilo slabo naseljeno, tek s nekoliko farmerskih obitelji, no to se mijenja 1880. godine kada se doseljava veliki broj novih obitelji. Godine 1887. dovršena je željeznička pruga koja povezuje Los Angeles i zaljev Santa Monica.
Godine 1908. Inglewood dobiva status grada, s tadašnjih 1200 stanovnika, a od 1920. do 1925. najbrže je rastući grad u SAD-u.

## Stanovništvo
Prema popisu stanovništva iz 2000. godine grad je imao 112.580 stanovnika,
u 36.805 domaćinstava i 25.837 obitelji. Prosječna gustoća naseljenosti je 4756 stan./km². Prema rasnoj podjeli u gradu živi najviše Afroamerikanaca, 47,13%, dok bijelaca ima 19,1%.

## Poznate osobe
- Tyra Banks, model, voditeljica i glumica, rođena u Inglewoodu
- Becky G, pjevac
- Sonny Bono, pjevač, glumac i političar
- Lisa Leslie, trofejna košarkašica
- Paul Pierce, NBA košarkaš
- Jamal Sampson, NBA košarkaš,[3] rođen u Inglewoodu
- Esther Williams, plivačica i glumica, rođena u Inglewoodu
- Brian Wilson, frontmen skupine The Beach Boys, rođen u Inglewoodu

## Gradovi prijatelji
- Bo, Sijera Leone[4]
- Pedavena, Veneto, Italija[5]
- Port Antonio, Jamajka[6]
- Ringwood, Australija
- Tijuana, Baja California, Meksiko[7]

## Vanjske poveznice
- Službene stranice grada (engl.)

### Ostali projekti
|  | Zajednički poslužitelj ima još gradiva o temi Inglewood, Kalifornija |